# Ingvar Andersson (historiker)
Carl Ingvar Andersson (født 19. marts 1899 i Norra Sandby, Kristianstads län, død 14. oktober 1974 i Stockholm) var en svensk historiker.
Andersson var medlem af Svenska Akademien fra 1950 (stol nr 2). Han var docent i Lund 1928-1938, foredragschef Radiotjänst 1942-1946 samt indehavde tjenesten som svensk riksarkivarie i årene 1950-1965. Han har desuden været redaktør for Nordisk Tidskrift 1947-1957.
Andersson indvalgtes 1955 som medlem af Kungliga Vetenskapsakademien.
Mellem årene 1958 og 1974 var han medlem af gastronomiska akademien (tallrik 16).
Begravet: Norra Sandby kyrkogård.

## Forfatterskab
- Erik XIV; 1935
- Sveriges historia; 1943
- Svenskt och europeiskt femtonhundratal; 1943
- Skånes historia; 1947
- Erikskrönikans författare; 1958

## Hædersbevisninger
- Övralidsprisen 1946
- Svenska Akademiens kongelige pris 1947